# 庄川口駅
庄川口駅（しょうがわぐちえき）は、富山県射水市庄川本町にある万葉線の駅。

## 歴史
- 1932年（昭和7年）11月9日：越中鉄道新湊東口（現・東新湊駅）- 当駅間開業により開設。
- 1933年（昭和8年）12月25日：庄川口 - 新伏木（現・六渡寺）間開業に伴い廃駅となる[2]。
- 1943年（昭和18年）1月1日：越中鉄道が富山地方鉄道に合併され、射水線となる。
- 1952年（昭和27年）8月15日：射水線としての庄川口駅新設（事実上の再開業）[3]。
- 1966年（昭和41年）4月5日：射水線の分断により加越能鉄道へ譲渡され、新湊港線の駅となる。
- 1976年（昭和51年）9月11日：台風の影響で庄川の鉄橋が流失し、新湊港線が不通となった。その際、取り残された車両を用いて越ノ潟駅 - 当駅間を往復する電車が一時的に設定されたが、間もなく代行バスが越ノ潟 - 新湊間にて運行された。不通区間は1977年（昭和52年）10月1日に復旧した。
- 2002年（平成14年）4月1日：営業譲渡により、万葉線の駅となる。

## 駅構造
相対式ホーム2面1線の地上駅。現在は無人駅となっている。待合室は2004年（平成16年）に建て替えられるまで、開業当初のものを使用していた。

## 駅周辺
- 天理教射水分教会
- 新湊漁港（西地区）

## 隣の駅
万葉線
■万葉線（新湊港線）
六渡寺駅 - 庄川口駅 - 第一イン新湊 クロスベイ前駅